# 2803 Vilho
2803 Vilho là một tiểu hành tinh vành đai chính với chu kỳ quỹ đạo là 2037.4290430 ngày (5.58 năm).
Nó được phát hiện ngày 29 tháng 11 năm 1940.